# IC 1174
IC 1174 је лентикуларна галаксија у сазвјежђу Змија која се налази на листи објеката дубоког неба у Индекс каталогу.
Деклинација објекта је + 15° 1' 31" а ректасцензија 16h 5m 26,9s. Привидна величина (магнитуда) објекта IC 1174 износи 13,6 а фотографска магнитуда 14,5. IC 1174 је још познат и под ознакама UGC 10185, MCG 3-41-91, CGCG 108-116, PGC 57059.